# 1-й гвардейский самоходно-артиллерийский полк
1-й гвардейский самоходно-артиллерийский полк (1 гв. сап) — гвардейская воинская часть РККА в Великой Отечественной войне.

## История формирования
Полк сформирован 20 июля 1943 года на базе 24-го отдельного гвардейского истребительно-противотанкового дивизиона 3-й гвардейской мотострелковой дивизии, на основании директивы ГШ РККА № 39351 от 27 июня 1943 года, в составе 6-го гвардейского механизированного корпуса.
На вооружении полка находились самоходные артиллерийские установки СУ-85.

## Участие в боевых действиях
Период вхождения в действующую армию: с 20 июля 1943 года по 19 сентября 1943 года и с 27 февраля 1944 года по 30 марта 1945 года.

### Участие в Великой Отечественной войне в 1943 году
- Участвовал в Битве за Днепр с июля 1943 по сентябрь 1943 год.

### Участие в Великой Отечественной войне в 1944 году
- Участвовал в Черновицко-Проскуровской операции весной 1944 года. Полк принимал участие в освобождении городов Каменец-Подольский, Скалат и Волочиск.
- Участвовал в Львовско-Сандомирской операции летом 1944 года

### Участие в Великой Отечественной войне в феврале-марте 1945 года
- С 8 по 24 февраля 1945 года полк участвовал в Нижне-Силезской наступательной операции.

30 марта 1945 года полк выбыл из состава 6-го гвардейского механизированного корпуса в распоряжение Ставки ВГК.

## В составе
| Дата              | Фронт (округ, группа)    | Армия     | Корпус                                  | Примечания |
| ----------------- | ------------------------ | --------- | --------------------------------------- | ---------- |
| 01.07.1943 года   | Московский военный округ | -         | 6-й гвардейский механизированный корпус | -          |
| с 01.08.1943 года | Брянский фронт           | 4-я армия | 6-й гвардейский механизированный корпус | -          |
| с 01.10.1943 года | Резерв Ставки ВГК        | 4-я армия | 6-й гвардейский механизированный корпус | -          |
| с 01.03.1944 года | 1-й Украинский фронт     | 4-я армия | 6-й гвардейский механизированный корпус | -          |
| с 01.04.1945 года | Львовский военный округ  | -         | -                                       | -          |

## Полное наименование
1-й гвардейский самоходно-артиллерийский Львовский ордена Богдана Хмельницкого полк

## Командиры
- Гудимов, Иван Васильевич — гвардии полковник (ранен 17 июля 1944) -до 17.7.44
- Гайдаш, Василий Филиппович — гвардии майор, гвардии подполковник

## Награды и наименования
| Награда (наименование)                | Дата награждения                                            | За что получена |
| ------------------------------------- | ----------------------------------------------------------- | --- |
| Почётное звание «Гвардейская»         | присвоено приказом НКО СССР № 78 от 17 марта 1942 года      | звание унаследовано от 24-го отдельного гвардейского истребительно-противотанкового дивизиона                                                                                    |
| Почётное наименование «Львовский»     | присвоено приказом ВГК № 0256 от 10 августа 1944 года       | за отличие в боях с немецкими захватчиками за овладение городом и крепостью Львов                                                                                                |
| Орден Красного Знамени                | награждён Указом Президиума ВС СССР от 27 июля 1944 года    | за образцовое выполнение заданий командования в боях с немецкими захватчиками при форсировании реки Шара, за овладение городом Слоним и проявленные при этом доблесть и мужество |
| Орден Богдана Хмельницкого II степени | награждён Указом Президиума ВС СССР от 19 февраля 1945 года | за образцовое выполнение заданий командования в боях с немецкими захватчиками, за овладение городом Пиотркув (Петроков) и проявленные при этом доблесть и мужество               |

## Отличившиеся воины полка
- Ушаков, Александр Кириллович — Герой Советского Союза, старший сержант, наводчик орудий СУ-85 получил звание Героя СССР за бои в марте 1944 у Каменец-Подольского.
- Велижанцев, Александр Фёдорович — Герой Советского Союза
- Гришин, Михаил Иванович (1921 — 13.02.1945) — механик-водитель самоходной установки СУ-85, гвардии старший сержант, кавалер ордена Славы трёх степеней[3].